# Ekoterapie
Ekoterapie (eko – příroda; terapie – léčba) je podpůrná léčba, či uzdravování v prostředí přírody. Terapií se zde rozumí některá ze škol psychoterapie. Ekoterapie přímo navazuje na obor ekopsychologie.

## Cíle ekoterapie
- Podpora při udržování fyzické kondice.

- Uvolnění od psychického napětí a stresu.
- Posílení pozitivního vztahu k přírodě a sobě samým.
- Poskytnutí prostoru a času pro zamýšlení se nad tím, co je v životě skutečně důležité.
- Pomoc při hledání východisek z nepříznivé životní situace a pozitivních změnách v životním stylu.

## Ekoterapie laická
Vycházka, výlet nebo pobyt v přírodě o samotě, či s přáteli. Fyzioterapeutické působení na organismus je založeno na přirozeném pohybu, obvykle chůzi a pobytu na čerstvém vzduchu. Psychoterapeutické působení spočívá v relaxaci, uvolnění, odreagování se od starostí všedního dne.Výsledkem může být snížení napětí, stresu a dosažení pocitu úlevy. Běžné vycházky do přírody mají podobný význam, aniž by byly nazývány ekoterapií.

## Ekoterapie odborná
Vycházka, výlet nebo pobyt v přírodě za doprovodu terapeuta. Kromě pohybu a relaxace je zde terapeutické působení založeno na rozhovoru, který může probíhat jak při chůzi, tak při zastavení se na příjemných, klidných místech. Terapeut vede klienta k sebereflexi a k sebevyjádření. Míru sebeotevření se si určuje klient sám. Vzájemná interakce mezi terapeutem a klientem je podobná, jako při jiném, psychoterapeutickém sezení. Příroda zde hraje roli příjemného,  klidného a bezpečného zázemí. 